# Эрмелу (Мондин-де-Башту)
Эрмелу (порт. Ermelo) — район (фрегезия) в Португалии, входит в округ Вила-Реал. Является составной частью муниципалитета Мондин-де-Башту. По старому административному делению входил в провинцию Траз-уж-Монтиш и Алту-Дору. Входит в экономико-статистический субрегион Тамега, который входит в Северный регион. Население составляет 712 человека на 2001 год. Занимает площадь 40,36 км².